# Djemba (Cameroun)
Pour les articles homonymes, voir Djemba.
Djemba (ou Diemba) est un village du Cameroun situé dans le département du Boumba-et-Ngoko et la région de l'Est, à proximité de la frontière avec la République centrafricaine, sur la route rurale reliant Ngatto Nouveau à Gribé. Il fait partie de la commune de Yokadouma.

## Population
En 1964 Djemba comptait 281 habitants, principalement des Bombong. Lors du recensement de 2005 on y dénombrait 1 091 habitants.